# Juno (Oaxaca)
Juno es una comunidad en el Municipio de Matías Romero Avendaño en el estado de Oaxaca. Juno está a 49 metros de altitud. 

## Geografía
Está ubicada a 17° 6' 50.04" latitud norte y 95° 0' 45" longitud oeste.

## Población
Según el censo de población de INEGI del 2010: la comunidad cuenta con una población total de 257 habitantes, de los cuales 118 son mujeres y 139 son hombres. Del total de la población 1 personas hablan alguna lengua indígena.

## Ocupación
El total de la población económicamente activa es de 90 habitantes, de los cuales 88 son hombres y 2 son mujeres.